# Catonephele boyi
Catonephele boyi is een vlinder uit de familie Nymphalidae. De wetenschappelijke naam van de soort is voor het eerst geldig gepubliceerd in 1923 door Johannes Karl Max Röber.